# Castillo de Fanzara
El castillo de Fanzara (Provincia de Castellón, España) se ubica en el km. 8,500 de la carretera que une Onda y Fanzara, en la derecha, en lo alto de una colina de difícil acceso, no muy lejos de la actual población de Fanzara. 
El castillo es de reducidas dimensiones y se encuentra en estado de ruina. 
Construido por los árabes en el siglo XIII, es de planta irregular dispersa con forma alargada y estrecha, adaptándose a la cima en la que se encuentra. 
En la actualidad se aprecian distintos elementos y lienzos de sus murallas, así como la estructura principal de una torre mayor, de la que se conserva parte de dos de sus fachadas. 
También se descubren los basamentos de dos torres de planta cuadrada, que defendían la muralla y que se encuentran en una posición avanzada y a una altura menos elevada. 
Existen muy pocas referencias documentales respecto al castillo de Fanzara, que debió de ser más bien un puesto de vigilancia secundario, ya que se encuentra relativamente alejado de la población, con un objetivo más bien estratégico dirigido al control sobre una ruta o camino. 
En el perímetro del castillo se han encontrado restos del Bronce Medio, ibéricos y naturalmente islámicos.
La fortaleza musulmana, perteneciente al señorío de Abuceit, fue cedida por Jaime I su hijo Pedro, en 1259. En 1272 lo heredó otro hijo, Jaime de Jérica. Pasados los tiempos perteneció a la Casa de Segorbe, en 1417. Actualmente propiedad de la familia Gómez Centelles.